# USS Groton (SSN-694)
Lo USS Groton (hull classification symbol SSN-694) è stato un sottomarino nucleare di classe Los Angeles, terza nave della Marina degli Stati Uniti a prendere il nome dalla città di Groton, Connecticut.
Il contratto di costruzione venne assegnato alla Electric Boat Company, divisione della General Dynamics di Groton (Connecticut) il 31 gennaio 1971 e l'impostazione della chiglia avvenne il 3 agosto 1973. Il varo avvenne il sotto il patrocinio della signora Anne Francis Richardson (nata Hazard), moglie del segretario al commercio Elliot L. Richardson.

## Storia
Lo USS Groton entrò in servizio l'8 luglio 1978, con il comandante R. William Vogel III al comando e il sottufficiale capo Joseph Pow come Chief of the boat.
Il Groton partì, con il comandante George W. Emery al comando, per il suo primo dispiegamento all'estero nel marzo 1980 verso l'Oceano Indiano. Il sottomarino tornò al porto di Groton, nel Connecticut, attraverso il Canale di Panama. Il Groton completò un dispiegamento intorno al mondo nell'ottobre 1980.
Tra il 1984 e il 1985 il Groton completò tre dispiegamenti nel nord dell'Atlantico.
Lo USS Groton venne dismesso e cancellato dal Naval Vessel Register il 7 novembre 1997, dopo 19 anni, 3 mesi e 30 giorni di servizio. L'ex USS Groton entrò nel programma di riciclaggio di navi e sottomarini della Marina degli Stati Uniti il 1 ottobre 2011 e venne smantellato completamente nel 2014.

## Comandanti
Lista di comandanti dell'USS Groton e relativa data di assunzione del comando:
1. Comandante Raymond William Vogel III: 8 luglio 1978;
2. Comandante George Williams Emery: 15 febbraio 1980;
3. Comandante Gary Michael Crahan: 3 dicembre 1982;
4. Comandante Nils Alfred Sjostrom: 19 luglio 1985;
5. Comandante Randall Dills Preston: 17 marzo 1989;
6. Comandante Larry H. Davis: 8 novembre 1991;
7. Comandante Nicholas Louis Flacco: 14 maggio 1994;
8. Comandante Ricardo Martinez: 9 maggio 1997.